# Bousebouze
Bousebouze (slawisch möglicherweise Wladislaw) war ein slawischer Fürst 844.
In diesem Jahr sandte er seinen Boten Uleb nach Konstantinopel.
Dort fanden zu dieser Zeit Friedensverhandlungen zwischen Fürst Igor von Kiew und Kaiser Roman statt.
Polnische Historiker vermuten, dass er ein Fürst der Lendizen, der Vorläufer der Polen, war, die zur Kiewer Rus gehörten, und dass sein Name möglicherweise Włodzisław (Wladislaw) war.